# وانغ هاو (غطاسة)
وانغ هاو (بالصينية: 汪皓) هي غطاسة صينية، ولدت في 26 ديسمبر 1992 في تيانجين في الصين.

## وصلات خارجية
- وانغ هاو على موقع قاعدة بيانات الغوص IAT (الألمانية)
- وانغ هاو على موقع أوليمبيديا (الإنجليزية)